# RUDE STOMPERS
RUDE STOMPERS（ルードストンパーズ）は日本のネオスカバンド。
大阪のインディーズネオスカバンドである。
80's、2TONE SKAから現代のSKA、ヨーロッパSKA、RUDE BOYカルチャーに影響を受け2007年より活動。誰もが自然にリズムを刻める楽曲をモットーにライブを展開。
過去に海外の BAD MANNERS , HOTKNIVES , MARK FOGGO , NU SPORTS などの来日アーティストのサポートしている。略称は『ルースト』。

## メンバー
- PIRO
  - ボーカル・ベース担当。
- TAGAWA
  - サックス・コーラス担当。
- JIRO
  - トロンボーン・コーラス担当。
- NOMEZU
  - ドラム・コーラス担当。
- TOMMY
  - ギター・コーラス担当。
- AISHA
  - トランペット・コーラス担当。
- YUMI
  - キーボード・コーラス担当。

## ディスコグラフィー

### アルバム
- 1st STOOOOOOOMP（2014年11月19日）
- 2nd STOOOOOOOMP（2016年9月7日）

### 7インチレコード
- PIZZA＆HAT（2013年）

「PIZZA＆HAT」「Rule a Lie」収録

### オムニバスアルバム
- RUDE BOY NITE（2008年10月12日）

「ZZZzz...」収録
- ドライビングSKA（2009年6月24日）

「ZZZzz...」収録
- MELE SKA GO! GO!（2016年10月5日）

「Tell me LINE」「IKUNO SKA」収録